# Col des Journaux
Le col des Journaux se situe dans le département des Vosges, au tripoint des communes de La Croix-aux-Mines, Fraize et Mandray.

## Accès

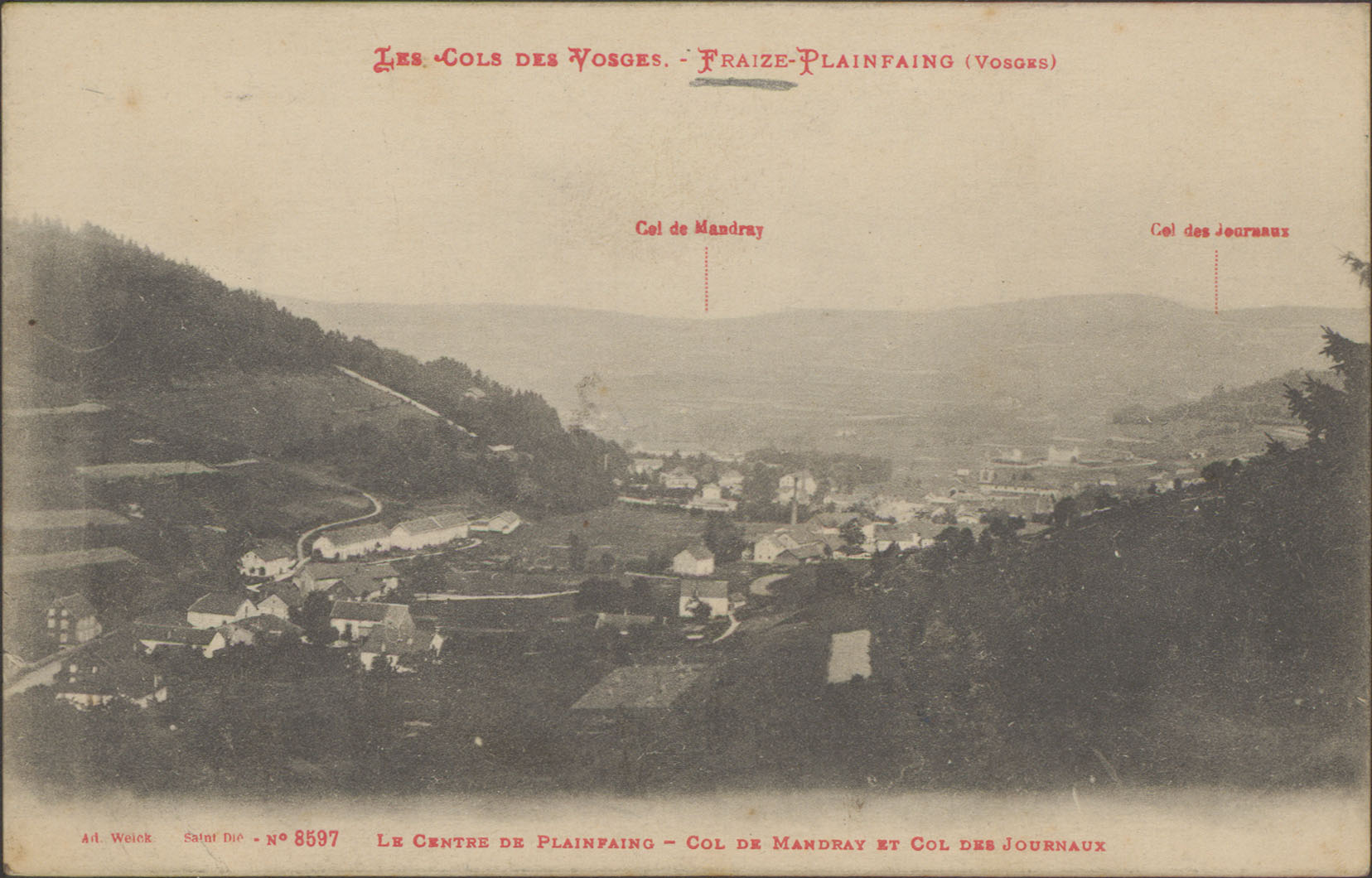
Le centre de Plainfaing et le col des Journaux (carte postale Adolphe Weick).

## Histoire
Il fut le théâtre de violents combats au début de la Première Guerre mondiale. Un mémorial des combats des Vosges y a été aménagé en 1998 par l'association franco-américaine de Fraize.

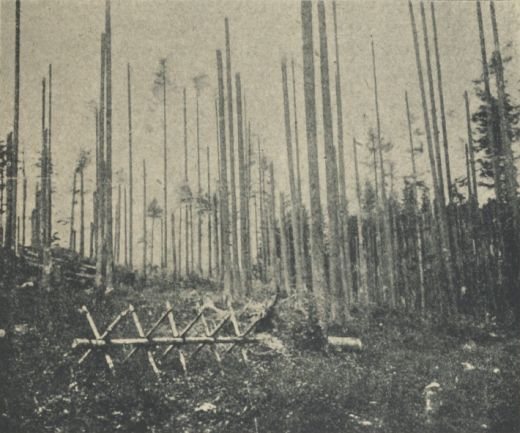
Le col en 1914
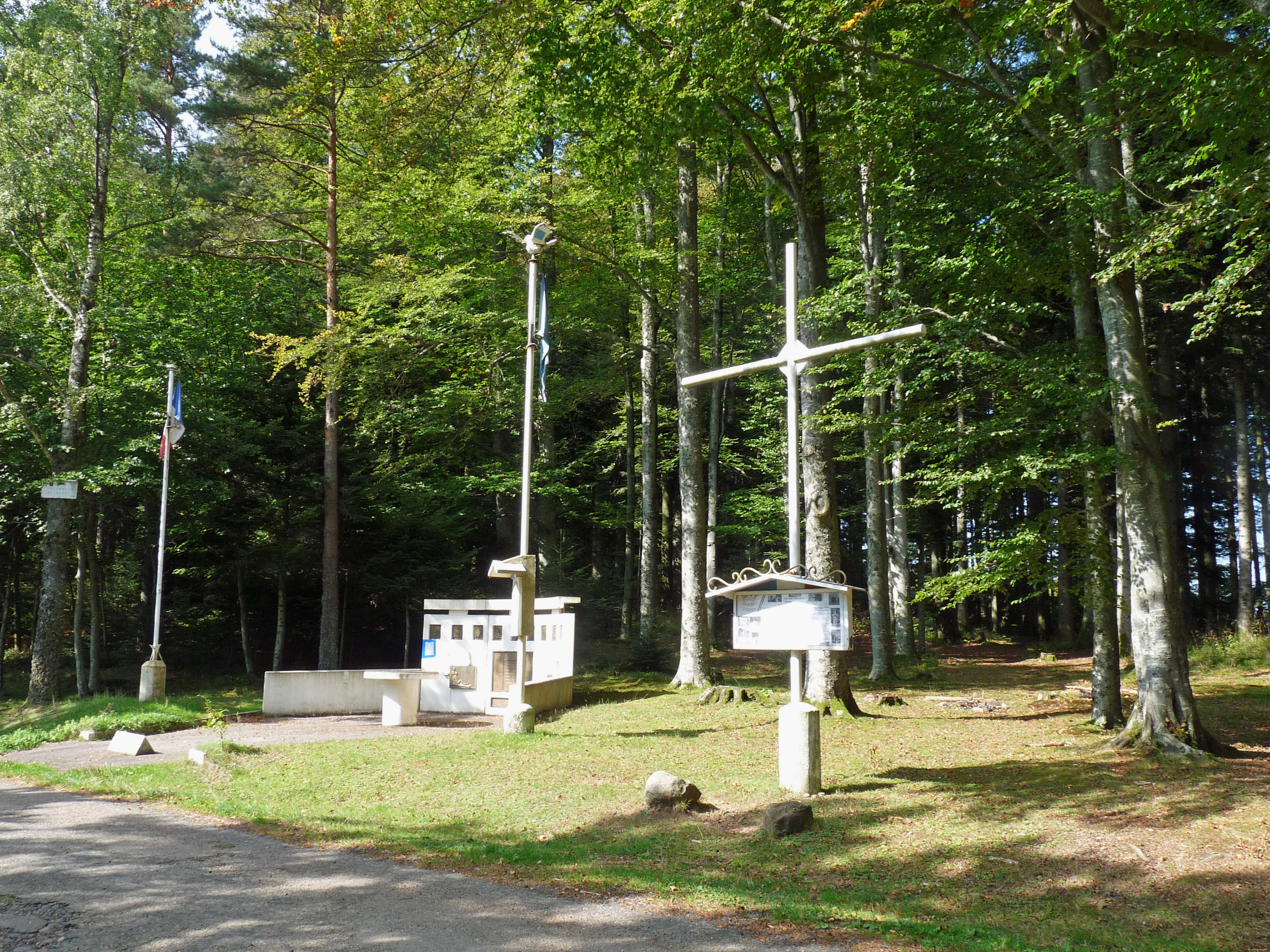
Vue du mémorial
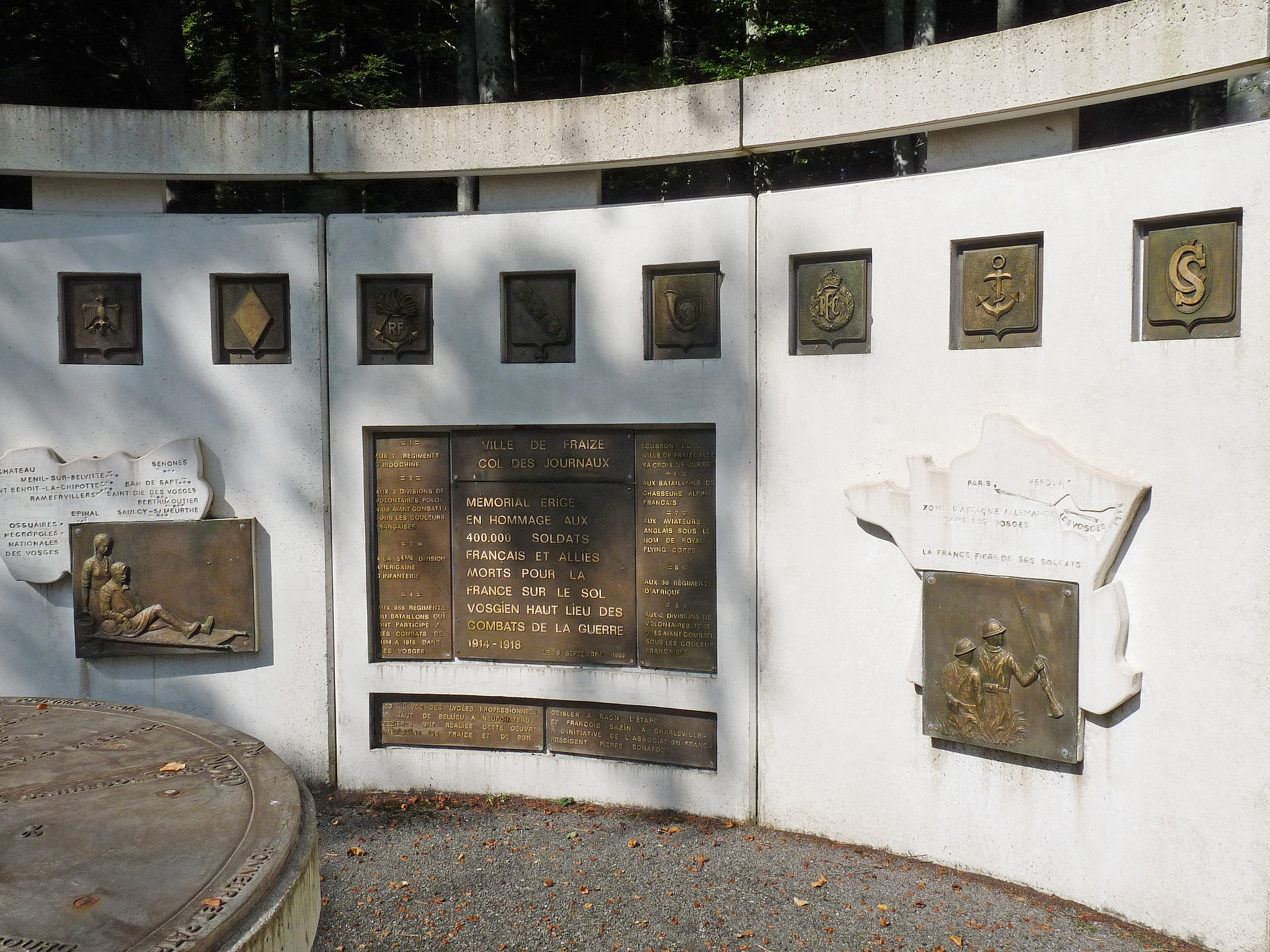
Les plaques sur le monument